# North Down
North Down var ett distrikt i grevskapet Down i Nordirland. Huvudort för distriktet var Bangor. Distriktet ingick i Belfasts storområde och staden Bangor ligger endast två mil från Belfast.
I samband med en distriktsreform i Nordirland slogs distriktet samman 1 april 2015 med distriktet Ards till distriktet Ards and North Down. 